# 真·雀龙门
《真·雀龙门》（日語：真·雀龍門）是一款由韩国在线游戏公司NCsoft开发的，由日本公司NC Japan K.K运营的一款在线3D麻将游戏。2009年12月11日下午4时，《雀龙门》开始正式运营。2010年10月16日，随着一个大规模更新，《雀龙门》更名为「雀龙门2」。2011年9月29日，随着又一个大规模更新，《雀龙门2》更名为「雀龙门3」。2013年1月15日，进行第四次大规模更新，《雀龙门3》更名为「真·雀龙门」。（在以下内容，将使用“雀龙门”这个名字。）
定期维护时间为每星期二的上午7时至10时。

## 特点
《雀龙门》是一款使用了3D技术以及物理引擎的麻将游戏。游戏中，细致地描绘了牌以及用户虚拟的手。物理引擎使得牌、桌子与其它物体间的碰撞显得更为真实。游戏也提供了声音系统，随着游戏流程的进展、事件的触发，会发出玩家自己选择的角色的声音。华丽的和牌特效（如落雷、视角变换以及龙凤等）使得游戏的临场感大增。

## 游戏系统

### 场代
第四次大规模更新后，在雀龙门进行对局不再是完全免费的。每次对局将会消耗被称为场代的虚拟货币。场代可以通过使用贝壳（NCSoft系列网游的充值货币）购买，也可以通过完成任务和参加活动少量获得。
官方也对老玩家进行了补偿。在联赛中拥有等级的玩家根据等级获得场代补偿；而登陆过雀龙门之前的每一代的玩家获得了5000场代的补偿。
| 模式     | 消耗量 |
| -------- | ------ |
| 东风战   | 80     |
| 半庄战   | 150    |
| 三人麻将 | 100    |

### 龙宝
游戏中的免费虚拟货币称作“龙宝”。在一些游戏模式中按照游戏结果的名次可以得到龙宝。等级上升后的24小时内，龙宝获得量会有所提升。
之前旧的虚拟货币叫做雀珠。雀珠系统在2011年9月末的大规模更新后停止使用。所有雀珠被回收。

### 等级
使用Lv.来表示等级。游戏更新后，原来雀龙门1~3的数据被隔离，所有玩家从Lv.1开始。

#### 升级前
使用九级~一级、初段~九段的等级系统。在雀龙门3更新后，达到九段的玩家可以通过参加联赛而获得极位。

### 游戏模式
以下标题部分的模式名称，是现在雀龙门3所使用的模式名称。

#### 友人战
通过自定义一个房间名，来创建一个房间。他人输入同一个房间名时可以进入这个房间。房间达到4人时，房间创建者可以开始游戏。开始游戏前，创建者可以任意改变游戏规则。没有“三人麻将”模式。可以得到经验和龙宝。每一位玩家都会消耗对应的场代。第一名的玩家的场代不会被返还。

##### 更新前
雀龙门3时可以雀珠被取消，可以任意进行友人战。
雀龙门2时需要消耗雀珠。参加者至少要持有2500雀珠。
雀龙门1时名字为“友人战”，不消耗雀珠，但会因结果的名次增减雀珠。

#### 公式战
通过自动匹配来组成一个房间进行游戏。可以获得龙宝、经验。分为东风战、半庄战·普通、半庄战·高速、三人麻将。三人麻将只有6局的半庄版。

##### 更新前
雀龙门3的公式战规则分为“ありあり”、“なしなし”和“三人麻雀”三种。根据圈数分为东风战和半莊战。
- 参加没有要求。
- 原来熟练桌华丽的桌面和特效现在可以使用龙宝购买，有使用时间限制。

雀龙门2时根据雀珠存量的不同，公式桌下设“一般桌”和“熟练桌”。一般桌需要持有5000雀珠才能参加；熟练桌需要达到六级且持有15000雀珠才能参加，雀珠的影响变为3倍，达到20战后可统计Rating。需要支付场珠。在特效、界面方面要比一般桌华丽。
雀龙门1时名字为“公式战”。熟练桌名字为“升龙桌”，需要持有25000雀珠、达到六级才能进入。不过直到雀珠只剩15000时才取消资格。

#### AI战
与3位AI玩家对战。玩家等级是Lv.1时可以免费参加。Lv.2以上需要消耗100龙宝。

#### 特庄战
每一段时间都会实行一种特殊规则的半庄战。
至今已知的特殊规则有：
- 割目：牌山开始抓牌位置对应的玩家本局分数增减变为两倍。
- ドラドラドラ：开局即翻开3张宝牌表示牌，名稱上戲仿日軍偷襲珍珠港時日軍發出代表偷襲成功的無線電：「トラ！トラ！トラ！（虎！虎！虎！）」。
- 配牌Open：初始配牌始终向对手展示。

#### 联赛
联赛是雀龙门3中的新模式。在真·雀龙门中被取消。
联赛分为S、A、B、C、D五个等级，每个等级有分3个小等级，如D1、D2、D3。采用更加不依靠运气的规则，包括取消一发、里宝牌、杠宝牌和杠里宝牌等等。
联赛以两周为一周期，每一周期结束后会决定联赛等级上升、维持还是下降。
起初在每一周期中，玩家需要至少打五局联赛才可以得出该周期的联赛分数，以这一周期的联赛分数来决定联赛等级的变化。若不满五局则会降级。一段以上的玩家可以参加，不满一段者可以购买挑战券来参加。每一周期提供五局免费联赛，此外若要参加需要购买参加券。
后来只要打一局即可，不过不再有免费的五局，需要消耗生命值来进行对战。生命值补充券需要进行充值购买。
另，达到九段满段点的玩家，参加联赛可以升到极位，极位从“玄人”到“雀龙”共10等级。极位玩家若不参加足够局数的联赛会被降级直到段位。

### 风格

#### 更新前
根据玩家打牌的行为，会使得“攻击”、“防御”和“策略”三种属性发生变化。当某些属性突出时，玩家的风格会发生变化。
| 凡 | 三种属性平均。         |
| 攻 | 攻击属性高。           |
| 防 | 防御属性高。           |
| 策 | 策略属性高。           |
| 猛 | 攻击、防御高，策略低。 |
| 守 | 防御、策略高，攻击低。 |
| 计 | 策略、攻击高，防御低   |

推算方法：
攻：
- 吃/碰/杠 一次+1P
- 立直 岭上开花 対々和 混一色 清一色 小三元 +2P
- 役满 +10P
- 拆听 拆对子 -1P
- 拆刻子 -2P

防：
- 在对方听牌后切安全牌（副露听牌及默听都算，而立直后切安全牌不加算） 每枚 +1P
- 流局时听牌 +1P
- 河底捞鱼 +2P
- 役满 +10P
- 放铳 -10P

策：
- 多面听（至少3面以上 3面+1P 4面+2P 5面+3P 依次类推）
- 切筋立直 默听和牌 地狱单骑和牌 振听立直和牌 +1P
- 抢杠 +2P
- 役满 +10P
- 纯立直 纯食断 纯役牌 -1P （宝牌不计）
- 2个副露以上的纯混一色/纯清一色 -2P

### 道具
道具分为装饰虚拟手的道具、游戏道具。
- 手部道具分为指甲、纹身、戒指和手环。
- 游戏道具包括改变角色的声音、消除战绩、改变昵称、牌谱道具和长时间考虑道具。

道具可以用龙宝买到。

### 成就系统
在对局中达成一定条件可以获得成就和对应的成就点数。
由雀龙门1~3的称号系统继承而来。当初，称号是在公式桌四人麻将或者联赛桌中达成一定条件后给的装饰品。

### 幻宝
幻宝是雀龙门3添加的新系统，被继承到真·雀龙门。这个系统是通过收集幻宝图上的34张牌来取得幻宝。
在对局中和到某牌，或者通过购买两种道具以分别增加暗杠某牌、流局听该牌两种条件可以得到该牌的宝箱。在一局之后，宝箱会被打开，有一定几率得到这张牌。几率是由基本几率+装饰品加成+名次修正得出的。第一、第二名名次修正为0%，第三名是-30%，第四名是-60%。
幻宝图有五张分别是黄金桌牌、管家服、女仆服、外国人役解说和抽奖。基本几率分别为10%、5%、5%、10%和20%。

## 规则说明

### 常规
- 有双倍役满（四暗刻单骑、国士无双十三面、大四喜、纯正九莲宝灯）；
- 四家立直、三家和了不流局以及四风连打、四杠散了轮庄（只有九种九牌连庄）；
- 国士无双允许抢暗杠；
- 不论明杠暗杠只要开杠摸到岭上牌后一律立即翻开宝牌；
- 60符3翻与30符4翻不计满贯；
- 包牌仅限于大三元和大四喜，而岭上开花与四杠子不包；
- 有人和、大车轮牌型；
- 四家在最后一局点数相近时不延长比赛（即东风战不延长到南场，半庄战不延长到西场）；
- 岭上开花不计自摸符。

### 三麻特有规则
- 碰牌后允许立即拔北；
- 拔北后岭上牌自摸不计岭上开花，拔北被抢也不计抢杠；
- 自摸时将北家的分数折半给未和牌的两家支付，闲家自摸时庄家闲家1:1支付；
- 拔北听北算振听。